# James Dowd
« Jim Dowd » redirige ici. Ne pas confondre avec Jim Dowd (homme politique).
James Thomas Dowd, dit Jim Dowd, né le 25 décembre 1968 à Brick (New Jersey, est un joueur professionnel américain de hockey sur glace,.

## Statistiques
| Saison     | Équipe                        | Ligue      |     | Saison régulière | Saison régulière | Saison régulière | Saison régulière | Saison régulière |   | Séries éliminatoires | Séries éliminatoires | Séries éliminatoires | Séries éliminatoires | Séries éliminatoires |
| Saison     | Équipe                        | Ligue      | PJ  | B                | A                | Pts              | Pun              | PJ               | B | A                    | Pts                  | Pun                  |                      |                      |
| 1983-1984  | Brick Township High School    | ENJIAA     |     |                  |                  |                  |                  |                  |   |                      |                      |                      |                      |                      |
| 1983-1984  | Green Dragons                 | ENJIAA     | 20  | 19               | 30               | 49               | -                | -                | - | -                    | -                    | -                    |                      |                      |
| 1984-1985  | Brick Township High School    | ENJIAA     |     |                  |                  |                  |                  |                  |   |                      |                      |                      |                      |                      |
| 1984-1985  | Green Dragons                 | ENJIAA     | 24  | 58               | 55               | 113              | -                | -                | - | -                    | -                    | -                    |                      |                      |
| 1985-1986  | Brick Township High School    | ENJIAA     |     |                  |                  |                  |                  |                  |   |                      |                      |                      |                      |                      |
| 1985-1986  | Green Dragons                 | ENJIAA     | 24  | 47               | 51               | 98               | -                | -                | - | -                    | -                    | -                    |                      |                      |
| 1986-1987  | Brick Township High School    | ENJIAA     |     |                  |                  |                  |                  |                  |   |                      |                      |                      |                      |                      |
| 1986-1987  | Green Dragons                 | ENJIAA     | 24  | 22               | 33               | 55               | -                | -                | - | -                    | -                    | -                    |                      |                      |
| 1987-1988  | Lakers de Lake Superior State | NCAA       | 45  | 18               | 27               | 45               | 16               | -                | - | -                    | -                    | -                    |                      |                      |
| 1988-1989  | Lakers de Lake Superior State | NCAA       | 46  | 24               | 35               | 59               | 40               | -                | - | -                    | -                    | -                    |                      |                      |
| 1989-1990  | Lakers de Lake Superior State | NCAA       | 46  | 25               | 67               | 92               | 30               | -                | - | -                    | -                    | -                    |                      |                      |
| 1990-1991  | Lakers de Lake Superior State | NCAA       | 44  | 24               | 54               | 78               | 53               | -                | - | -                    | -                    | -                    |                      |                      |
| 1991-1992  | Devils de l'Utica             | LAH        | 78  | 17               | 42               | 59               | 47               | 4                | 2 | 2                    | 4                    | 4                    |                      |                      |
| 1991-1992  | Devils du New Jersey          | LNH        | 1   | 0                | 0                | 0                | 0                | -                | - | -                    | -                    | -                    |                      |                      |
| 1992-1993  | Devils de l'Utica             | LAH        | 78  | 27               | 45               | 72               | 62               | 5                | 1 | 7                    | 8                    | 10                   |                      |                      |
| 1992-1993  | Devils du New Jersey          | LNH        | 1   | 0                | 0                | 0                | 0                | -                | - | -                    | -                    | -                    |                      |                      |
| 1993-1994  | River Rats d'Albany           | LAH        | 58  | 26               | 37               | 63               | 76               | -                | - | -                    | -                    | -                    |                      |                      |
| 1993-1994  | Devils du New Jersey          | LNH        | 15  | 5                | 10               | 15               | 0                | 19               | 2 | 6                    | 8                    | 8                    |                      |                      |
| 1994-1995  | Devils du New Jersey          | LNH        | 10  | 1                | 4                | 5                | 0                | 11               | 2 | 1                    | 3                    | 0                    |                      |                      |
| 1995-1996  | Devils du New Jersey          | LNH        | 28  | 4                | 9                | 13               | 17               | -                | - | -                    | -                    | -                    |                      |                      |
| 1995-1996  | Canucks de Vancouver          | LNH        | 38  | 1                | 6                | 7                | 6                | 1                | 0 | 0                    | 0                    | 0                    |                      |                      |
| 1996-1997  | Flames de Saint-Jean          | LAH        | 24  | 5                | 11               | 16               | 18               | 5                | 1 | 2                    | 3                    | 0                    |                      |                      |
| 1996-1997  | Grizzlies de l'Utah           | LIH        | 48  | 10               | 21               | 31               | 27               | -                | - | -                    | -                    | -                    |                      |                      |
| 1996-1997  | Islanders de New York         | LNH        | 3   | 0                | 0                | 0                | 0                | -                | - | -                    | -                    | -                    |                      |                      |
| 1997-1998  | Flames de Saint-Jean          | LAH        | 35  | 8                | 30               | 38               | 20               | 19               | 3 | 13                   | 16                   | 10                   |                      |                      |
| 1997-1998  | Flames de Calgary             | LNH        | 48  | 6                | 8                | 14               | 12               | -                | - | -                    | -                    | -                    |                      |                      |
| 1998-1999  | Bulldogs de Hamilton          | LAH        | 51  | 15               | 29               | 44               | 82               | 11               | 3 | 6                    | 9                    | 8                    |                      |                      |
| 1998-1999  | Oilers d'Edmonton             | LNH        | 1   | 0                | 0                | 0                | 0                | -                | - | -                    | -                    | -                    |                      |                      |
| 1999-2000  | Oilers d'Edmonton             | LNH        | 69  | 5                | 18               | 23               | 45               | 5                | 2 | 1                    | 3                    | 4                    |                      |                      |
| 2000-2001  | Wild du Minnesota             | LNH        | 68  | 7                | 22               | 29               | 80               | -                | - | -                    | -                    | -                    |                      |                      |
| 2001-2002  | Wild du Minnesota             | LNH        | 82  | 13               | 30               | 43               | 54               | -                | - | -                    | -                    | -                    |                      |                      |
| 2002-2003  | Wild du Minnesota             | LNH        | 78  | 8                | 17               | 25               | 31               | 15               | 0 | 2                    | 2                    | 0                    |                      |                      |
| 2003-2004  | Wild du Minnesota             | LNH        | 55  | 4                | 20               | 24               | 38               | -                | - | -                    | -                    | -                    |                      |                      |
| 2003-2004  | Canadiens de Montréal         | LNH        | 14  | 3                | 2                | 5                | 6                | 11               | 0 | 2                    | 2                    | 2                    |                      |                      |
| 2004-2005  | Hamburg Freezers              | DEL        | 20  | 4                | 9                | 13               | 12               | -                | - | -                    | -                    | -                    |                      |                      |
| 2005-2006  | Blackhawks de Chicago         | LNH        | 60  | 3                | 12               | 15               | 38               | -                | - | -                    | -                    | -                    |                      |                      |
| 2005-2006  | Avalanche du Colorado         | LNH        | 18  | 2                | 1                | 3                | 2                | 9                | 2 | 3                    | 5                    | 20                   |                      |                      |
| 2006-2007  | Devils du New Jersey          | LNH        | 66  | 4                | 4                | 8                | 20               | 11               | 0 | 0                    | 0                    | 4                    |                      |                      |
| 2007-2008  | Flyers de Philadelphie        | LNH        | 73  | 5                | 5                | 10               | 41               | 17               | 1 | 2                    | 3                    | 4                    |                      |                      |
| Totaux LNH | Totaux LNH                    | Totaux LNH | 728 | 71               | 168              | 239              | 390              | 99               | 9 | 17                   | 26                   | 50                   |                      |                      |

## Transaction en carrière
- Le 19 décembre 1995, échangé aux Whalers de Hartford par les Devils du New Jersey avec le choix du 2e tour des Devils du New Jersey au repêchage de 1997 (échangé plus tard aux Flames de Calgary qui sélectionnent Dmitri Kokorev) en retour de Jocelyn Lemieux et du choix du 2e tour des Whalers de Hartford au repêchage de 1998 (échangé plus tard aux Stars de Dallas qui sélectionnent John Erskine).
- Le 19 décembre 1995, échangé aux Canucks de Vancouver par les Whalers de Hartford avec František Kučera et le choix du 2e tour des Whalers de Hartford au repêchage de 1997 (qui sélectionnent Ryan Bonni) en retour de Jeff Brown et du choix du 3e tour des Canucks de Vancouver au repêchage de 1998 (échangé plus tard aux Flames de Calgary qui sélectionnent Paul Manning).
- Le 30 septembre 1996, réclamé au ballotage par les Islanders de New York.
- Le 15 août 1997, signe avec les Flames de Calgary comme joueur autonome.
- Le 26 juin 1998, échangé aux Predators de Nashville par les Flames de Calgary en retour de considérations futures.
- Le 1er octobre 1998, échangé aux Oilers d'Edmonton par les Predators de Nashville avec Mikhaïl Chtalenkov en retour d'Éric Fichaud, Drake Berehowsky et Greg de Vries.
- Le 23 juin 2000, réclamé par le Wild du Minnesota au repêchage d'expansion.
- Le 4 mars 2004, échangé aux Canadiens de Montréal par le Wild du Minnesota en retour d'un choix du 4e tour des Canadiens de Montréal au repêchage de 2004 (le Wild du Minnesota sélectionne Julien Sprunger).
- Le 1er octobre 2004, signe avec les Hamburg Freezers comme joueur autonome.
- Le 5 août 2005, signe avec les Blackhawks de Chicago comme joueur autonome.
- Le 9 mars 2006, échangé à l'Avalanche du Colorado par les Blackhawks de Chicago en retour d'un choix du 4e tour de l'Avalanche du Colorado au repêchage de 2006 (échangé plus tard aux Maple Leafs de Toronto qui sélectionnent James Reimer).
- Le 2 novembre 2006, signe avec les Devils du New Jersey comme joueur autonome.
- Le 3 octobre 2007, signe avec les Flyers de Philadelphie comme joueur autonome.

## Trophées et distinctions
- Deuxième équipe d'étoiles (CCHA) en 1989-90.

- Deuxième équipe d'étoiles (All-American), Division Ouest (NCAA) en 1989-90.

- Première équipe d'étoiles (CCHA) en 1990-91.

- Joueur de l'année (CCHA) en 1990-91.

- Première équipe d'étoiles (All-American), Division Ouest (NCAA) en 1990-91.

- Coupe Stanley (LNH) en 1994-95.